# Tarkan
Tarkan Tevetoğlu (n. 17 octombrie 1972), cunoscut ca Tarkan, este un cântăreț turc de muzică pop, născut și crescut în Germania. Tarkan este cunoscut pentru utilizarea de teme romantice și reproductive în melodiile sale, fiind poreclit de mass-media Prințul muzicii pop. El a primit discul de platină pentru vânzarea a peste 15 milioane de albume în toată lumea. Tarkan a înființat în februarie 2007 compania HITT Music (HITT Müzik & Prodüksiyon), care i-a devenit casă de discuri. Publicația americană The Washington Post l-a comparat cu Elvis Presley pentru succesul pe care l-a avut în SUA, iar Ahmet Ertegün fondatorul Atlantic Records (compania care îl reprezintă în America) a spus despre el că este unul dintre cei mai buni artiști cu care a lucrat vreodată.

## Viața
Tarkan s-a născut în Alzey, Germania, fiul lui Ali și Nese Tevetoğlu, iar numele său a fost pus după numele unui personaj turc de benzi desenate din anii '60. Alții spun că de fapt numele său provine de la un rege al Turciei antic, al cărui nume înseamnă îndrăzneț și puternic. După cum  spune însuși cîntărețul, cînd mama sa aflase că va avea un copil, era nespus de fericită. Numai că, peste ceva timp, medicii au spulberat puțin bucuria acestei femei din cauză că nașterea nu decurgea normal. Aceștia i-au propus o soluție ce era pentru ea egală cu însăși viața sa, un avort. A refuzat însă și a decis că va naște micuțul cu orice preț. Acesta avea multe riscuri pentru că, după cum au avertizat medicii, avea să se nască bolnav. O femeie în vârstă s-a apropiat de mama artistului și i-a spus să nască deoarece copilul va deveni o personalitate importantă. Toate acestea s-au împlinit. S-a născut sănătos și a devenit un cântăreț apreciat în multe țări. 
Părinții lui sunt o familie de imigranți turci care s-au stabilit în Germania de Vest în timpul creșterii economiei din Germania. Tatăl său provine dintr-o familie de eroi de război, care au luptat în armata otomană în războaiele ruso-turce, în timp ce mama sa provine dintr-o familie de cântăreți turkmeni.

Tarkan are trei frați mai mari proveniți din prima căsătorie a mamei lui: Adnan, Gülay și Nuray; dar și un frate Hakan și o soră mai mică Handan din prima căsătorie a tatălui său. Deși Tarakan a copilărit în  Alzey până la vârsta de 13 ani, tatăl său a decis să se mute înapoi în Turcia în anul 1986. Tatăl lui Tarkan a murit în 1995 în urma unui atac de cord și a fost înmormântat în satul său natal Rüzgarlı Koy, Rize, de lângă Marea Neagră. Dupa decesul tatălui, mama lui s-a recăsătorit cu un arhitect turc, Seyhun Kahraman. Tarkan menține legături strânse cu familia sa din Germania, el mai întelege limba germană, deși o vorbește foarte rar, trăind timp de 20 de ani în SUA și Turcia.

## Cariera

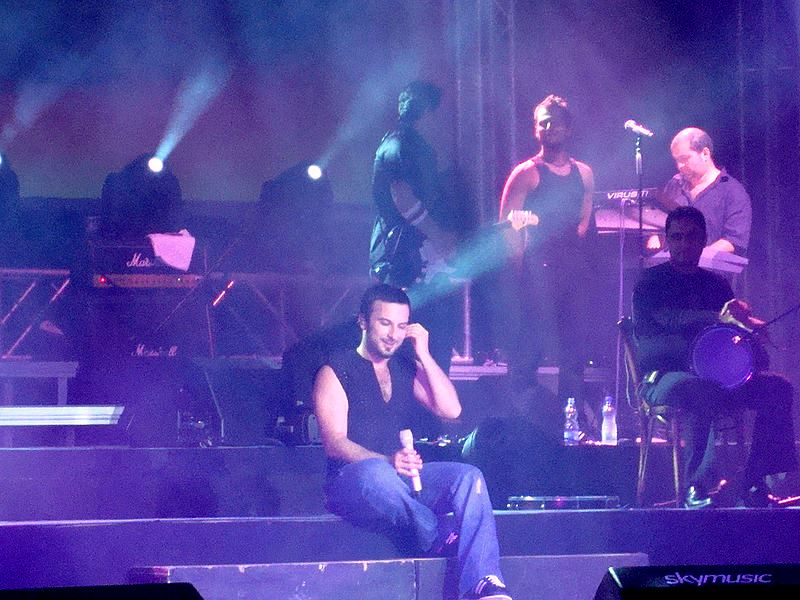
Tarkan în timpul unui concert susținut la Skopje

Tarkan a intrat în topurile americane și europene cu melodia Şımarık (Spoilt/Kiss Kiss/Chanson Du Bisou/Besos). Ca urmare a succesului din întreaga lume a acestei melodii, Tarkan a înregistrat o versiune în engleză cu ajutorul solistei Stella Soleil iar mai târziu cu Holly Valance, numind-o Kiss Kiss, după sunetele de sărut. Melodia a fost compusă de compozitorul turc Sezen Aksu, care mai apoi a vândut drepturile de autor mai multor artiști de pe mapamond. O altă colaborare de succes cu Aksu a venit odată cu single-ul Şıkıdım (Shake). Muzica lui Tarkan a cucerit Europa în anii '90, odată cu deschiderea granițelor către Europa, dar mai ales spre Germania. Datorită succesului său, el a susținut mai multe concerte în Europa, cele mai multe în Germania, devenind primul solist turc, care a concertat vreodată în afara Turciei. În 2007, odată cu albumul Metamorfoz, Tarkan a devenit cel mai bine vândut artist turc din Europa, reușind să vânda peste un sfert de milion de albume în primele două săptămâni de la lansarea oficială din 25 decembrie 2007.

### Începuturile
Când familia lui s-a întors în Turcia, Tarkan a început să studieze muzica în orașul său, Karamürsel, la liceu, apoi a continuat la Academia de muzică „Üsküdar Cemiyeti” din Istanbul. El s-a mutat împreună cu familia sa la Istanbul în 1988, apoi s-a înscris la Universitate doi ani mai târziu, în 1990, dar a avut o perioadă grea, neavând bani, el a început să lucreze pe bani puțini, ba chiar a început să cânte pe la nunți. Tarkan se hotărâse să se întoarcă în Germania, dar se întâlnește cu președintele casei de discuri İstanbul Plak, Mehmet Söğütoğlu, care îi propune o colaborare. Tarkan acceptă, iar în 1992 iese pe piață primul său album, produs de Söğütoğlu, intitulat Yine Sensiz (Din nou fără tine) care se vinde în 750 de mii de exemplare de la lansare.